# Eugène-Henri Duler
 (juillet 2021).
Pour les articles homonymes, voir Duler.
Eugène-Henri Duler, né à Boucau (Basses-Pyrénées) le 16 septembre 1902 et mort à Caudebronde (Aude) le 1er janvier 1981, est un sculpteur français.

## Biographie
Eugène-Henri Duler suit des études à l’école des beaux-arts de Paris, dont il est lauréat en 1920. Il est ensuite l’élève d’Aristide Maillol à l’École nationale supérieure des arts décoratifs à Paris.
Il réalise des monuments aux morts pour les Oflag IV D, le Stalag IV B et de la ville de Couvains (Manche).
En 1948, il est nommé professeur à l’École des beaux-arts de Toulouse. Il reçoit de nombreuses commandes publiques pour les villes de Toulouse, Carcassonne, Caen, Saint-Nazaire et La Rochelle.

## Collections publiques
- Institut national des sciences appliquées de Toulouse : Femme drapée, 1967